# Коренецкое
Корене́цкое (укр. Корінецьке) — село в Талалаевском районе Черниговской области Украины. Население — 456 человек. Занимает площадь 1,386 км². Расположено на реке Коренецкая при её впадении в Ромен.
Код КОАТУУ: 7425381501. Почтовый индекс: 17220. Телефонный код: +380 4634.

## Власть
Орган местного самоуправления — Коренецкий сельский совет. Почтовый адрес: 17220, Черниговская обл., Талалаевский р-н, с. Коренецкое, ул. Ленина, 10.